# جيش الخلافة الأموية
مثّل جيش الخلافة الأموية (41–132هـ / 661–750م) عمودًا فقريًا للاستقرار والتوسّع السياسي والعسكري للدولة الإسلامية. بالاعتماد على ثلاث محركات متوثّقة، استطاع الجيش الأموي ترسيخ السيطرة الشاملة على مساحات واسعة. في أعقاب «الفتنة الثانية»، قاد الخليفة عبد الملك بن مروان إصلاحًا كبيرًا لضبط الجيش وتوحيد إدارته. ففي حوالي 700م، أنشأ سجلًا دقيقًا للجند النظامي في سوريا، يُصرف لهم راتب نقدي محدّد، مرفوقًا بعلاوة شهرية منتظمة. تم إلغاء الرواتب العينية لمن شارك في فتح الدولة، ليتحوّل الجيش إلى قوة احترافية لا تعتمد على الامتيازات القبلية القديمة. ألغى عبد الملك العملات الأجنبية (البيزنطية والفارسية) واستبدلها بالدرهم والدينار الأموي بدءًا من 693م، وطوّر ملف الضرائب والكتابة إلى اللغة العربية في دوائر الرقابة والجباية العراقية والسورية بحلول عام 696–700م، ليؤدي ذلك إلى توحيد مالي وعسكري سياسي للدولة. خلق النظام الأموي شبكة موارد مستقرة، شملت إنشاء مراكز تموين وإمداد حول دمشق، واسط، والبصرة والكوفة. حفرت قنوات ري حول واسط لتأمين الإمداد الغذائي للجند الثابت. انطلق الجيش من قاعدة سورية مدرّبة ليخوض فتحات كبرى في الخارج؛ إذ فتح قتيبة بن مسلم خراسان وبخارى باستخدام أنماط هجومية جرّافة، وتنقل قواته في عمق السند وصولًا إلى قبائل الترك بالإشراك الاستراتيجي للموالي المحلّي. وفي الغرب، قاد موسى بن نصير وقادة عرب-بربر حملات تنظيمية في إفريقية والأندلس، وأنشأوا ولايات تتبع لدوائر رواتب مستقلة وولاة محليين. في هذه الحملات تحول الجيش من خدمي تركيبي إلى قوة اجرائية محركة بقوة الدولة المركزية. بهذه الآليات، بلغ الجيش الأموي ذروة الانتشار، ما مكن دمشق من التحكم في مساحة تُقارب 11 مليون كم².

## النشأة والتطوّر
- تَشكَّل الجيشُ الأمويُّ من نواةٍ شاميةٍ حشدَها معاوية إبّان ولايته على الشام، واعتمد تنظيم «الأجناد» الخمسة في سورية التاريخية كان لكلِّ جندٍ أميرٌ وقائدُ جيشٍ (صاحب الجند) وخازنٌ وصاحبُ عطاء يتولَّى كشوف الرواتب وتوزيع الرزق، على نحوٍ ورثَ بعضَ آلياته من الإدارة البيزنطية والمحلية ثم أُعيدَ تشكيله لخدمة السلطة الجديدة.[3][4]

- في السنوات الأولى بعد الفتح، كانت «الجَابِيَة» معسكرَ اجتماعٍ وتعبئةٍ، ومنها جرى الإشراف على توزيع العطاء (الراتب) والرزق على الجند. ثمّ تطوّر الجهاز الإداري العسكري، وبرزت ديوانات مختصّة لتثبيتِ المكاتبات وحفظ النسخ وختمها وتسيير الأوامر وربط المركز بالأجناد.[5]

- بعد الفتنة الثانية أعاد عبد الملك بن مروان هيكلةَ منظومة الجند والمالية: وَحَّد سجلات العطاء وربطها بعملةٍ معيارية (الدينار والدرهم) وأجْرى «تعريب» الدواوين، فانتقلت سجلاتُ الجند والجباية والمراسلات إلى العربية، وأُرسِيَ بذلك انضباطٌ ماليٌّ واحترافٌ عسكريٌّ أطولُ نَفَسًا. تُظهرُ البردياتُ الإداريةُ من مصر منظومةَ صرف العطاء والتموين للجند، وتُشيرُ أيضًا إلى سياسات سكٍّ ونقدٍ أمويّة سبقت إصلاحات عبد الملك واستمرّت معها، بما في ذلك شواهد على تحكيمِ نقودٍ ذهبيةٍ سفيانيّة ومروانية حديثة العهد آنذاك.[6]

- عزَّز الأمويون «العصبَةَ الشامية» في جهاز الدولة؛ فحُمِّلَت جيوشُ الشام أعباءَ الانتشار في العراق وخراسان ومصر لضبط الأطراف، مع الإبقاء على الأجناد وحداتٍ تعبويّةً وإداريةً تجمع بين التجنيد والجباية والتجهيز والاتصال. تطورَ الجيش الأموي من تشكيلٍ قبليٍّ ذي عطايا إلى مؤسسةٍ راتبةٍ تستندُ إلى ديوانٍ ممركزٍ ونقودٍ معرّبةٍ ورقابةٍ كتابيّة (الخاتم) وبريدٍ فعّال (الباريد).[7]

- تُسندُ المصادرُ السرديةُ الكلاسيكيةُ (مثل البلاذري في فتوح البلدان) تفاصيلَ ترسيمِ حدودِ الأجناد وتبعيّاتِ المدنِ (كبسْطِ نفوذِ «جُند دمشق» على بصرى زمنًا)، وتُبيّنُ كيف غدت الأجنادُ وحداتٍ عسكرية/إدارية تتقاطعُ فيها السلطةُ المحليةُ مع جهاز الدولة المركزي.[8][9]

## نظام الأجناد
نظام الأجناد في بلاد الشام كان تقسيمًا مبكرًا على هيئة جيوشٍ دائمةٍ ومراكزَ قيادةٍ إقليمية تربط الإدارة بالتموين والتعبئة. تَبلور في صدر الإسلام واستمرّ خلال العصر الأموي ثم العباسي، وتحوّل كلُّ جُند إلى إطارٍ عسكري/إداري يتولّى الجباية والعطاء والتجهيز والاتصال، ويُعبّئ قوّاته لمسارح عملياتٍ محدّدة بحسب موقعه وحدوده. وتُظهر البرديّات والدواوينُ العربية مساراتِ العطاء والتموين المرتبطة بهذه الأجناد وكيفيّةَ ربطها بسكِّ النقود وإصلاحاتها؛ وهو ما أرسى احترافًا عسكريًا ممركزًا ووفّر «ظهرًا إداريًّا» لحملات الشام الموسمية.
| الجُند  | العاصمة    | الوظيفة الميدانية                                                                                | الوظيفة التنظيمية |
| ------ | ---------- | ------------------------------------------------------------------------------------------------ | --- |
| دمشق   | دمشق       | احتياطٌ مركزيّ وحرسُ الخلافة، وإسناد التحركات بين الحجاز ومصر، وربطُ الساحل بالداخل                  | جُندٌ محوريّ لإدارة البريد والدواوين وعقد الإمداد نحو الأجناد الأُخَر.                                                    |
| حمص    | حمص        | محورُ عملياتٍ على وادي العاصي والوصلة إلى الثُّغور؛ مشاركةٌ منتظمة في «الصوائف» نحو الأناضول          | تاريخيًا رفدَ الشمالَ بالقوات والتحصينات، ومعه نُقلت أجزاءٌ شمالية لاحقًا إلى قنسرين.                                      |
| فلسطين | الرملة     | حمايةُ بوّابة سيناء وخطوط الحجاز البحرية والبرية؛ إشرافٌ على ساحلِ فلسطين وطرقِ مصر                   | العاصمة انتقلت إلى الرملة بعد اللُّد/بيت المقدس؛ تَشهدُ اللُّقى الأثرية والإداريات الأُكسفوردية على تحوّلات المركز والجباية. |
| الأردن | طبريا      | أمنُ طرقِ الحج البرية عبر وادي الأردن والجولان، ومراقبةُ البادية الشمالية، وربطُ الجليل وحوران بدمشق | تؤكّد حفريات مركز المدينة الإسلامية في طبريا دورَها عاصمةً للجند والتجارة الإقليمية.                                    |
| قنسرين | حلب/قنسرين | رأسُ حربةِ «الصوائف» نحو بيزنطة، وبوّابةُ الثغور في الشمال                                           | نشأت كعاصمةٍ لجند الشمال عند مفترق الحملات، وتوثّق مشاريعُ التنقيب موقعها وصلتها بـ«خلقيس/خالِكيس».                      |

## التركيبة العرقية
كان الجيشُ الأمويُّ في أصله عربيًا وعروبيًا اعتمادًا على جيوش القبائل وبُنى «الديوان» التي خصّت العربَ بالعطاء والتسجيل، فغلب عليه عنصرُ القبائل المضرية والقحطانية الوافدة إلى الشام والعراق، وتُصُوِّر الجهازُ العسكريُّ بوصفه امتدادًا لسلطة العرب السياسية والاجتماعية في دار الإسلام الناشئة. ثبّت الأمويون أولوية العرب في العطاء والتجنيد، ودارَ كثيرٌ من الصراع السياسي حول مَن يُسجَّل وحقوق الموالي (غير العرب) في الدخول إلى الديوان. وقد زادت الانقساماتُ القيسية-اليمانية حدّةً بعد وقعة مرج راهط (64هـ/684م)، إذ تحوّلت إلى اصطفافٍ يؤثّر في تعيينات الولاة ومسارات الحشد؛ فمالَت أجناد الشام إلى قبائل يمانية كـبنو كلب زمن السفيانيين، بينما اعتمد المروانيون أكثر على البطون القيسية في العراق وخراسان. مع امتداد الفتوحات شرقًا، استُدرِج الموالي—سواءٌ من المعتقين الملتحقين بالقبائل أو من أهل البلاد المفتوحة—إلى الخدمة في خراسان، حيث غدا لهم وزنٌ راجح في العقود الأخيرة من الدولة الأموية، وكانوا قاعدةَ الحراك الذي انتهى إلى الثورة العباسية. بعد استقرار الفتح بالمغرب وإفريقية، تكاثر أمازيغ (بربر) الإسلام على اختلاف قبائلهم، وانخرطت كتائبُ كبيرة منهم في جيوش ولاة القيروان، ثم كان لهم ثقلٌ حاسمٌ في العبور إلى الأندلس والتوسّع بها وكذلك في الثورة على الدولة الأموية في عقودها الأخيرة؛ وتشهد دراساتٌ حديثة على تكوين وحداتٍ بربريةٍ بعُدّةٍ وقياداتٍ محلية تحت الإطار الأموي العام. في ما وراء النهر، تراوحت علاقة الصُّغد بين المقاومة والموادعة، لكنّ اندماج عناصر محلّية منهم—محاربون وتشكيلات خفيفة—أضحى واقعًا في أواخر العهد الأموي، بدلالة مصادر أثرية ونصوص تَشهد لتغيّر البنية القتالية بعد حروب الترك وسلوح (سولوك). ظلَّ الجيشُ الأمويُّ مقدِّمًا للعرب في سجلّ العطاء والقيادة، مع توظيف حلفاء من البربر والصُّغد وغيرهم في الأطراف؛ وكان **الانقسام القيسي/اليماني** إطارًا سياسيًا/قبليًا يوجّه التعيينات ومسارات التوسّع ويعيد تشكيل موازين القوة داخل المؤسسة العسكرية. مع الثورة العباسية (132هـ/750م) برز أبناء الدولة (الخراسانيون)، وهم نواة جيشٍ جديد قاعدتُه خراسان والموالي، فتراجعت الكتلة العربية القَبَلية في قلب الجيش؛ ثم في القرن الثالث الهجري عُزِّز الحرسُ المركزيُّ بـالغِلْمان الأتراك ونُقلت العاصمة إلى سامراء (221هـ/836م) لتأمين معسكراتهم، فازداد تحجيمُ دور العرب في مراكز القيادة والحرس، دون انقطاعٍ تامٍّ لوجودهم في الأقاليم حتى عزلوا عن الجيش بمنع العطاء عنهم.

## التكتيكات والعقيدة
انبنت العقيدةُ القتاليةُ الأُمويّة على مركزٍ ثابتٍ من المشاة يَشغَل الخصمَ ويستنزفه، تقابله أجنحةٌ متحركةٌ من الفرسان تُناور للالتفاف والضرب من الجانبين ثم من الخلف («المطرقة والسندان»). تُدرِج دراساتٌ حديثةٌ لمعركة اليرموك أهميةَ مزجِ الانضباط في القلب مع الحركية العالية على الأطراف، بوصفه قالبًا تكتيكيًا تكرّر في الشام والعراق. نُظِّمت الحملات الموسمية على الثغور («الصوائف» صيفًا و«الشواتي» شتاءً) ضمن منظومة الأجناد، فثبّتت نمطَ الإغارة والضغط المتدرّج على بيزنطة، وربطت بين الجند واللوجستيات الحدودية والرباطات والحصون. في البوادي المفتوحة للشام والعراق رُجِّحت المناورة السريعة للفرسان، بينما في خراسان وما وراء النهر تكثّف اعتمادُ الرمي من ظهر الخيل والتكتيكات الخفيفة تماشيًا مع بيئة السهوب وتقاليدها العسكرية.

## سلاح الفرسان
شكّل الفرسانُ «عصب» القتال الأموي: وحداتٌ صادمةٌ للالتفاف والاقتحام، وأخرى خفيفة للتماسّ والمطاردة. ويُورِد كينيدي أن القالب الشائع هو هجوم من المشاة مع التفافٍ مزدوجٍ للأجنحة بالفرسان عند اللحظة الحاسمة. تُوثِّق أطروحة نيكول صعودَ «الفرسان الثقيل» في القرن 1–2هـ واعتمادَ دروعٍ لَمَّالية وخُوَذٍ بيزنطية/ساسانية، وسروجًا عالية وأحزمةَ قدمٍ (وأبكارَ ركابٍ مبكرة في الشرق) عزّزت طعنَ الرمح والاندفاع. في خراسان، استوعبت كتائب عربية/محلّية أساليب الفرسان الرُماة (القوس المركّب)، ضمن عملية تَلاقٍ عسكري-ثقافي.

## سلاح المشاة
عُمِدَ إلى مشاةٍ بدروعٍ زَرَديّة ودرقٍ جلديةٍ مستديرةٍ ورماحٍ خفيفةٍ وسيوفٍ مستقيمةٍ (مع حضورٍ أوسع للسيوف المنحنية في المشرق لاحقًا)، وتوزّعت التشكيلاتُ بين رماةٍ خفاف يغطّون الحركة وكتلٍ دفاعية تمتصُّ صدمةَ فرسان الخصم. تقدّم منشورات متحف المتروبوليتان مادّةً توثيقية واسعة عن دروعٍ وسلاحٍ إسلاميّ مبكّر.استندت الجيوش إلى شقِّ خنادقٍ وحفَرٍ وقلاعٍ طينيةٍ حول المعسكرات وخطوط الحصار، ضمن منظومة الثغور والحصون (حِصن/رباط/ثَغْر).

## سلاح الحصار
أدخل الأمويون وطوروا آلاتِ الحصار على النمط المتوسطي: المجانيق (المقاليع الجرّية/المنجنيق)، والمَدرجات/المَظلّات المتحركة، والعرّادات (قاذفات النبال/الحجارة الخفيفة)، وطبّقوها في الشام والأناضول ومصر. تَردُ مناقشاتٌ تقنيةٌ مبكرة حول المقاليع الجرّية وآليّاتها في أبحاث تشيفِدِن، مع شواهدَ تفصيلية على حصار القسطنطينية 717–718م الذي جمع بين حصارٍ برّيٍّ وبحريٍّ طويل واستخدامٍ منظّم للمدفعية الحجرية.

## البحرية الأُمويّة
أسّس معاوية الأول دُورَ صناعةٍ في صور وعكّا، واستُخدمت بحّارةٍ سوريين ومصريين (منهم قبطٌ) وأفريقيين(من إفريقية)، فتكوّن أسطولٌ فاعلٌ خاض معارك مفصلية مثل ذات الصواري (34هـ/654–655م)، ثم شارك في الحصارين الكبيرين للقسطنطينية وفي غزوات جزر المتوسط. تُبيّن أبحاث بريور وجيفريز بنيةَ الأساطيل وأنماطَ سُفُن نقل الخيل مرافقةَ الحملات البرّية في الصراع العربي-البيزنطي.

## الحملات الكبرى
جبهة بيزنطة: غزواتٌ صيفيّة وشتويّة (الصوائف والشواتي) انطلقت من قنسرين وحمص، تخلّلها حصاران للقسطنطينية: الأوّل (674–678م) على هيئة حصارٍ بحريّ موسميّ وانتهى بتفوق الروم بفضل «النار اليونانية» وإصلاحات قنسطنطين الرابع؛ والثاني (717–718م) بقيادة مسلمة بن عبد الملك بجيشٍ وبرأس جسرٍ على جزيرة كيزكوس، فأفشله ليو الإيصوري بتحالفٍ بلغاري وبإحراق الأساطيل.
جبهة خراسان وما وراء النهر: تقدّم قتيبة بن مسلم عبر جيحون، فثبّت السّيادة على بخارى وسمرقند، وتدخّل في خوارِزم سنة 93هـ/712م، ثمّ نظّم فرقًا حليفة من الصغد والترك ضمن «أعوان» محليّين لدعم الأجناد العرب.
جبهة إفريقية والأندلس: رسّخ حسّان بن النعمان السيطرة بعد قرطاجة، وتحوّل الاعتماد إلى مزج الفرسان العرب بمشاةٍ بربر؛ ثم عبر طارق بن زياد إلى الأندلس سنة 92هـ/711م وخاض وادي لكة، لتتوسّع عمليات موسى بن نصير شمالًا.

## الصراعات الأهلية
حملة عليّ الأولى على الشام (صفّين 36هـ/657م) وفشل «الحملة الثانية»: واجه جيشُ العراق جيشَ الشام المنظّم حول أجنادٍ سورية ذات فرسانٍ متفوّقين. انتهت صفّين إلى هدنة، ثم فرضت مكافحةُ المنشقين (نهروان 38هـ/658م) استنزافًا بشريًا وسياسيًا حال دون إعادة تعبئةٍ شاملة لغزوٍ ثانٍ للشام؛ وظلّ عليّ يُحاول حتى اغتياله 40هـ/661م.
وقعة الحَرّة وحصار مكة (63–64هـ/683–684م): اعتمد الجيش الأموي بقيادة مسلم بن عقبة ثمّ حسّان/حُصين بن نُمير على اقتحامٍ خاطفٍ لمراكز إختباء الثوار في ضواحي المدينة المنورة، أعقبه حصار لمكة، قبل أن يوقف إعلان وفاةُ يزيد العملياتَ وتنسحبَ القوات إلى الشام.
الفتنة الثانية وإعادة بناء القوة الشامية (66–73هـ/685–692م): حسَم مروان بن الحكم ميزان القوى في مرج راهط (684م) حيث تفوّق اليمانيون الأمويون على القيسيّين الزبيريّين، ثم تابع عبد الملك بتجديد جند الشام وبسط نفوذهم على العراق، وقَتَل مُصعبَ بن الزبير في مسكن/دير الجثاليق (691م)، وإنتهى القتال بإنتصار الحجاج في هجومه على عبد الله بن الزبير في معركة كانت في المسجد الحرام في مكة(692م).
تمرّد ابن الأشعث (80–83هـ/699–701م): هزَّ الإدارةَ العسكرية في العراق، وواجهتهُ فرقٌ شاميةٌ محترفة بإمرة الحجّاج فهزمته في «دير الجُمَاجِم».
ثورة البربر (122–125هـ/740–743م): انتفاضةٌ واسعة على ضفّتي المضيق أرهقت الإمداد الشامي وأضعفت قبضةَ الدولة من إفريقية إلى الأندلس، وكانت من عوامل التآكل العسكريّ السابق للانهيار السياسيّ.
الثورة العبّاسية (129–132هـ/747–750م): بُنيَ نجاحُها على جيشٍ خرسانـيّ مجنّدٍ محليًا بقيادة أبي مسلم، حَسَمَ الموقفَ في العراق بمعركة الزاب وأسقطَ الأمويين في الشام؛ وإنتقل مركز الثقل العسكريّ من الجند الشامي إلى جند خراسان.

## القيادة البارزة
- الحَجّاج بن يوسف الثقفي — «القائد الإداري-العسكري» الأبرز في العراق والمشرق في عهد عبد الملك بن مروان والوليد بن عبد الملك. أعاد هيكلة «نظام القيادة والسيطرة» على مستوى المسرح العراقي-الشرقي، فـنقل مركز الثقل من الولاءات القبلية المحلية إلى قوةٍ ضاربةٍ شامية ذات ولاء أموي مركزي، وطبّق مبدأ الاقتصاد بالقوة عبر نشر احتياطات تعبويّة سريعة الحركة على محاور البصرة والكوفة وخراسان. أسّس واسط التي يروى الياقوتي في كتابه معاجم البلدان أنها أول مدينة أسسها المسلمون منذ بداية الفتوحات (نحو 83–84هـ/702–703م) باعتبارها قاعدةَ عمليات أمامية وعقدةَ لوجستيات تحمي خطوط الإمداد على دجلة وتفصل قوى الشام عن صراعات العراق، وربطها بشبكة بريد وخراج مُمَركزة.[3][68][69]

عمليات وإصلاحات:
– سحقُ ثورة ابن الأشعث (80–83هـ/699–701م) عبر حملة حسم اعتمدت محور مناورة من الكوفة نحو «دير الجماجم» وإسنادًا شاميًا محترفًا؛ ثبّت بعدها انضباطَ الأجناد ومعاييرَ ترقّي قائمة على الأداء.
– تعريب الدواوين وتوحيد مساطر الجباية وصرف العطاء بعملة معيارية (دينار/درهم) لربط السلسلة اللوجستية بالتموين العسكري؛ تشهد البرديّات المصرية على التحوّل الإداري والمالي المواكب لإصلاحاته.
– أسس (واسط) لتقليل الاحتكاك الاجتماعي مع مدينتي (الكوفة/البصرة) وتأمين عمقٍ تشغيلي لحملات خراسان شرقًا.
- قتيبة بن مسلم الباهلي — قائد مسرح خراسان/ما وراء النهر وقاهر المدن الحصينة. تولّى (86هـ/705م) بتفويضٍ مباشر من الحَجّاج، وأنشأ قواعد أمامية على ضفّة جيحون، ونفّذ عمليات اختراق متتابعة على محور بُخارى–سمرقند–خوارزم، مع دمجٍ تكتيكي للموالي والسغد والترك ضمن وحدات مرافقة للأجناد العرب (قوات تمكين محلية). اعتمد سياسة عطاءٍ بالولاء لتعزيز الانضباط في ديوان الجند وإعادة توزيع القوة داخل المسرح الشرقي.[73][74][75]

- موسى بن نصير — قائد مسرح الغرب الإسلامي ومهندس العبور الإستراتيجي إلى الأندلس. فعّل قوة مهمات بقيادة طارق بن زياد (~7000) ثم عزّزها بإسناد قوامه >12 ألفًا، وثبّت إدارة المناطق المحتلة بتقسيمٍ ولاياتي وربطٍ جبائيّ بديوانٍ مركزي، مع توظيفٍ منظّم لألويةٍ بربرية ضمن منظومة الأجناد.[3][76]

### قادة مهمّون
- مسلمة بن عبد الملك — قائد عمليات بيزنطة وحصار القسطنطينية (717–718م): إدارة حصارٍ ممتدّ مع شبكة إمداد بحرية ورؤوس جسور على كيزيكوس.[77]
- محمد بن القاسم الثقفي — فاتح السند (92–95هـ/711–714م): مناورةٌ سريعة على محور الدَّيبل–المنصورة–المُلتان، واعتماد حلفاء محليين لبناء قواعد دائمة على نهر السند.[78]
- حَسّان بن النعمان الغسّاني — قائد إفريقية بعد قرطاجة: تطهير مسارح الساحل-الداخل، تركيب شبكة حصون وإمداد، وتمهيد قاعدة للعبور غربًا.[79]
- عبد الله بن أبي السرح — توفي أثناء الفتنة الأولى, أحد أبرز حلفاء معاوية وعمل بشكل مباشرة بقيادته لإنشاء دور صناعة السفن في مصر التي كانت نواة القوة البحرية الأموية؛ قاد معركة ذات الصواري تحت إمرة معاوية(34هـ/654–655م) وأسّس ردعًا بحريًا في شرقي المتوسط؛ تولى أمر الصعيد وفي الجنوب قاد حملتين على دنقلا (651–652م) وانتهى إلى معاهدة البقط التي نظّمت حدود القوة والتبادل مع مملكة المقرة.[80][81][82]
- أسد بن عبد الله القَسْري — قائد مسرح خراسان في عهد هشام بن عبد الملك: تحصينات طولية على جيحون، وعمليات ضد الترك والتركمان، وإصلاح توزيع العطاء لإسناد الدفاع في العمق.
- الجراح بن عبد الله الحكمي — قائد القوقاز/أرمينيا وأران؛ تقدّم عملياتي على محاور دبيل–بردعة، وتدبير خطوط إمداد جبلية في بيئة معقّدة.[3]
- المهلب بن أبي صفرة — من أبرز عملاء الحجاج وقادته في فتح بلاد ما وراء النهر غرب خراسان وبلاد الصغد. قاد حملات مهمة للقضاء على الأزراقة شرق الجزيرة العربية وجنوب العراق.
- يزيد بن المهلب — حملاتُ طبرستان والديلم: حربُ استنزافٍ جبليّة وتطويقُ معاقل؛ ثم تمرّد لاحقا.[83]
- حبيب بن أبي عبيدة الفهري — عملياتُ إفريقية والأندلس في أوائل القرن 2هـ: قوةٌ ميدانية متحركة بين القيروان وطنجة، وإسناد ثغور الأندلس قبل اضطراب عقد 120هـ.[84]
- بلج بن بشر القُشَيري — إدخال جند الشام إلى الأندلس (741–742م) كقوة إنزالٍ استراتيجي أعادت توازن القوى بعد ثورة البربر.[85]
- مروان بن محمد (قبل خلافته) — قاد الثغور الشمالية بنفسه اخترق الأناضول وأرمينيا مع تكيّفٍ تكتيكي ضد البيزنطيين حتى تولّى الحكم أثناء الثورة العباسية.[3]

## الإرث والتأثير
ورث العباسيون ديوان العطاء وبعض ممارسات «الأجناد»، لكن حوّلوا مركز الثقل إلى العراق ثم سامرّاء، واستندوا تدريجيًا إلى قواتٍ خرسانية فـغلمانٍ أتراك كحرسٍ مركزيّ في تحوّلٌ بَنيويّ في تركيبة القوة وآليات الترقّي العسكري. وفي الغرب الأقصى، حافظت الأندلس على تقاليدٍ أمويّةٍ في الفرسان الخفاف، وتوزيع ولاياتي مُسانِدٍ للقتال الحدودي ومسارح الثغور والصوائف والشواتي.